# حسین ردایی
حسین ردایی (زاده ۱۳۴۶ در تنکابن) با کسب ۲۳۵۲۲۳ رای به‌عنوان نماینده استان البرز در ششمین دوره مجلس خبرگان رهبری انتخاب شد.